# Alexandria (Minnesota)
Alexandria é uma cidade localizada no estado americano de Minnesota, no Condado de Douglas.

## Demografia
Segundo o censo americano de 2000, a sua população era de 8820 habitantes. 
Em 2006, foi estimada uma população de 10.852, um aumento de 2032 (23.0%).

## Geografia
De acordo com o United States Census Bureau tem uma área de 
24,2 km², dos quais 23,0 km² cobertos por terra e 1,2 km² cobertos por água.

## Localidades na vizinhança
O diagrama seguinte representa as localidades num raio de 20 km ao redor de Alexandria. 